# Teenagent
Teenagent is een humoristisch grafisch avonturenspel ontwikkeld door het Poolse Metropolis Software House. Het kwam uit voor Amiga en DOS in 1995. De speler bestuurt tiener Mark Hopper dewelke onverwacht op een geheime missie wordt gestuurd. 

## Verhaal

### Intro
Op onverklaarbare wijze verdwijnt het goud in de Amerikaanse banken letterlijk. Het RGB, een fictieve Amerikaanse politiedienst die uiterst geheime missies doet, heeft na enkele maanden nog steeds geen resultaat. Daarom wordt beslist om een waarzegster in te huren. Zij dient haar krachten te gebruiken om uit een telefoonboek een nummer aan te duiden waar de man woont die het raadsel kan oplossen. Zo komt het RGB terecht bij de tiener Mark Hopper.

### Trainingskamp
Mark wordt naar een opleidingscentrum gestuurd waar hij van de kapitein drie taken moet uitvoeren om te bewijzen dat hij bekwaam is. Hij dient uit een gevangeniscel te ontsnappen, van een gevangene een wachtwoord zien te ontfutselen en de kapitein zoeken met een soort van verstoppertje.

### Het dorp
Het RGB heeft een verdachte zakenman gespot. Mark wordt naar het dorp gestuurd waar de man woont om daar verder onderzoek te doen. Mark achterhaalt dat er in het huis van John Noty wellicht verdachte zaken plaatsvinden. Uiteindelijk vindt Mark een manier om in het huis te geraken.

### In John Noty's huis
Mark vindt in het huis een dagboek waarin staat beschreven hoe het goud verdwijnt: een professor heeft een pil uitgevonden waardoor men zich 1000 keer sneller kan verplaatsen dan normaal. John Noty gebruikt deze pillen om het goud in banken te stelen. Verder kan Mark zowel John als de professor uitschakelen. Zijn opdracht is geslaagd en Mark wordt door het RGB aangenomen als een echt geheim agent.

## Licentie
Oorspronkelijk kwam het spel uit als shareware waar het verhaal eindigde na het trainingskamp. De twee andere hoofdstukken diende men aan te kopen door het spel te registreren. Later werd het ganse spel freeware waardoor het gratis werd.

## Verwijzingen naar andere media
Het spel bevat een resem aan verwijzingen naar andere spellen, films of gebeurtenissen waaronder:
- Het RGB meldt dat zij optraden tijdens het UFO incident boven het Witte Huis in Washington D.C. en de UFO neerhaalden
- Wanneer Mark verwonderd aan de barman vraagt dat er "no woman" (geen vrouwen) in het kamp zijn, antwoordt de barman met "no cry", wat een verwijzing is naar het lied "No Woman, No Cry".
- Aan de modderpoel verwijst Mark naar het Woodstock-muziekfestival.
- Wanneer Mark een muur overklimt, zegt hij "Another brick in the wall - must be a Pink Floyd Fan".
- Nadat de speler Mark de opdracht geeft om een hoge luchter aan te raken, zegt Mark dat dit niet kan omdat blanke mensen niet kunnen springen, wat een verwijzing is naar de film White Men Can't Jump.
- Een slagzin van Mark is Jabbedabbedoe, een verwijzing naar The Flintstones.
- Wanneer Mark een schep opneemt, verwijst hij naar het spel Digger.
- Bij het bekijken van een bijl zegt Mark dat hij zich in een klein dorp bevindt zonder politie, maar niet in het bezit is van een hockey-masker. Dit is een verwijzing naar Friday the 13th.
- Mark vermeldt dat hij schrik heeft van kraaien sinds hij de film The Birds heeft gezien.
- Bij het opnemen van een kettingzaag zegt Mark dat hij ooit iemand in Texas heeft ontmoet met zulk item, een verwijzing naar The Texas Chain Saw Massacre.
- In het huis van John Noty staat een standbeeld in de vorm van Darth Vader uit Star Wars. Daarachter hangt een schilderij met een afbeelding van Death Star dat op het punt staat de planeet Alderaan te vernietigen, een gebeurtenis uit Star Wars: Episode IV: A New Hope.